# Olle Åhlund

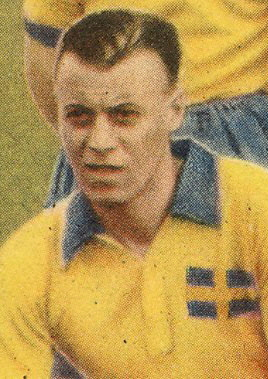
Olle Åhlund ca. 1952

Sten Olov „Olle“ Åhlund (* 22. August 1920 in Degerfors; † 11. Februar 1996 ebenda) war ein schwedischer Fußballspieler und -trainer.
1939 debütierte Åhlund für Degerfors IF in der Allsvenskan. 1951 wurde er mit dem Guldbollen als Schwedens Fußballer des Jahres ausgezeichnet. Nach 312 Erstligaspielen beendete er 1959 seine aktive Karriere. Später trainierte er den Verein.
Am 15. November 1942 kam Åhlund zu seinem Länderspieldebüt als Schweden in Zürich mit 1:3 gegen die Schweiz verlor. Als Ersatzspieler holte er bei den Olympischen Spielen 1948 Gold und wurde bei der Weltmeisterschaft 1950 Dritter. Bei Olympia 1952 gelang erneut der dritte Platz. Insgesamt bestritt er 34 Länderspiele.